# المعهد العالي للإعلامية والملتيميديا بقابس
المعهد العالي للإعلامية والملتيميديا بقابس هو إحدى المؤسسات العليا التابعة لجامعة قابس.

## أرقام
طبقا لأرقام السنة الدراسية 2007-2008 يدرس بها 1788 طالبا من بينهم 615 طالبة.

## الإدارة
- المدير:معز بوسعدة
- الكاتب الأول:مكرم بن محمد